# Strangeways, Here We Come
Az 1987-es Strangeways, Here We Come a The Smiths negyedik, egyben utolsó nagylemeze. A brit albumlistán a 2. helyig jutott és 17 hetet töltött a listán. 1990. szeptember 19-én a RIAA arany minősítést adott neki. Szerepel az 1001 lemez, amit hallanod kell, mielőtt meghalsz című könyvben.

## Az album dalai
|     | Cím                                               | Szerző(k)              | Hossz |
| --- | ------------------------------------------------- | ---------------------- | ----- |
| 1.  | A Rush and a Push and the Land Is Ours            | Morrissey, Johnny Marr | 3:00  |
| 2.  | I Started Something I Couldn't Finish             | Morrissey, Marr        | 3:47  |
| 3.  | Death of a Disco Dancer                           | Morrissey, Marr        | 5:26  |
| 4.  | Girlfriend in a Coma                              | Morrissey, Marr        | 2:03  |
| 5.  | Stop Me If You Think You've Heard This One Before | Morrissey, Marr        | 3:32  |
| 6.  | Last Night I Dreamt That Somebody Loved Me        | Morrissey, Marr        | 5:03  |
| 7.  | Unhappy Birthday                                  | Morrissey, Marr        | 2:46  |
| 8.  | Paint a Vulgar Picture                            | Morrissey, Marr        | 5:35  |
| 9.  | Death at One's Elbow                              | Morrissey, Marr        | 2:01  |
| 10. | I Won't Share You                                 | Morrissey, Marr        | 2:48  |

## Közreműködők

### The Smiths
- Morrissey – ének, zongora a Death of a Disco Dancer-en
- Johnny Marr – gitár, billentyűk, szájharmonika, autoharp at I Won't Share You-n, szintetizált vonósok és szaxofon hangszerelése
- Andy Rourke – basszusgitár
- Mike Joyce – dob

### További zenészek
- Stephen Street – kiegészítő dobgép-programozás (I Started Something I Couldn't Finish, Paint a Vulgar Picture és Death at One's Elbow), vonósok hangszerelése (Girlfriend in a Coma)

## Fordítás
Ez a szócikk részben vagy egészben a Strangeways, Here We Come című angol Wikipédia-szócikk ezen változatának fordításán alapul.  Az eredeti cikk szerkesztőit annak laptörténete sorolja fel. Ez a jelzés csupán a megfogalmazás eredetét és a szerzői jogokat jelzi, nem szolgál a cikkben szereplő információk forrásmegjelöléseként.